# Boteh-Muster

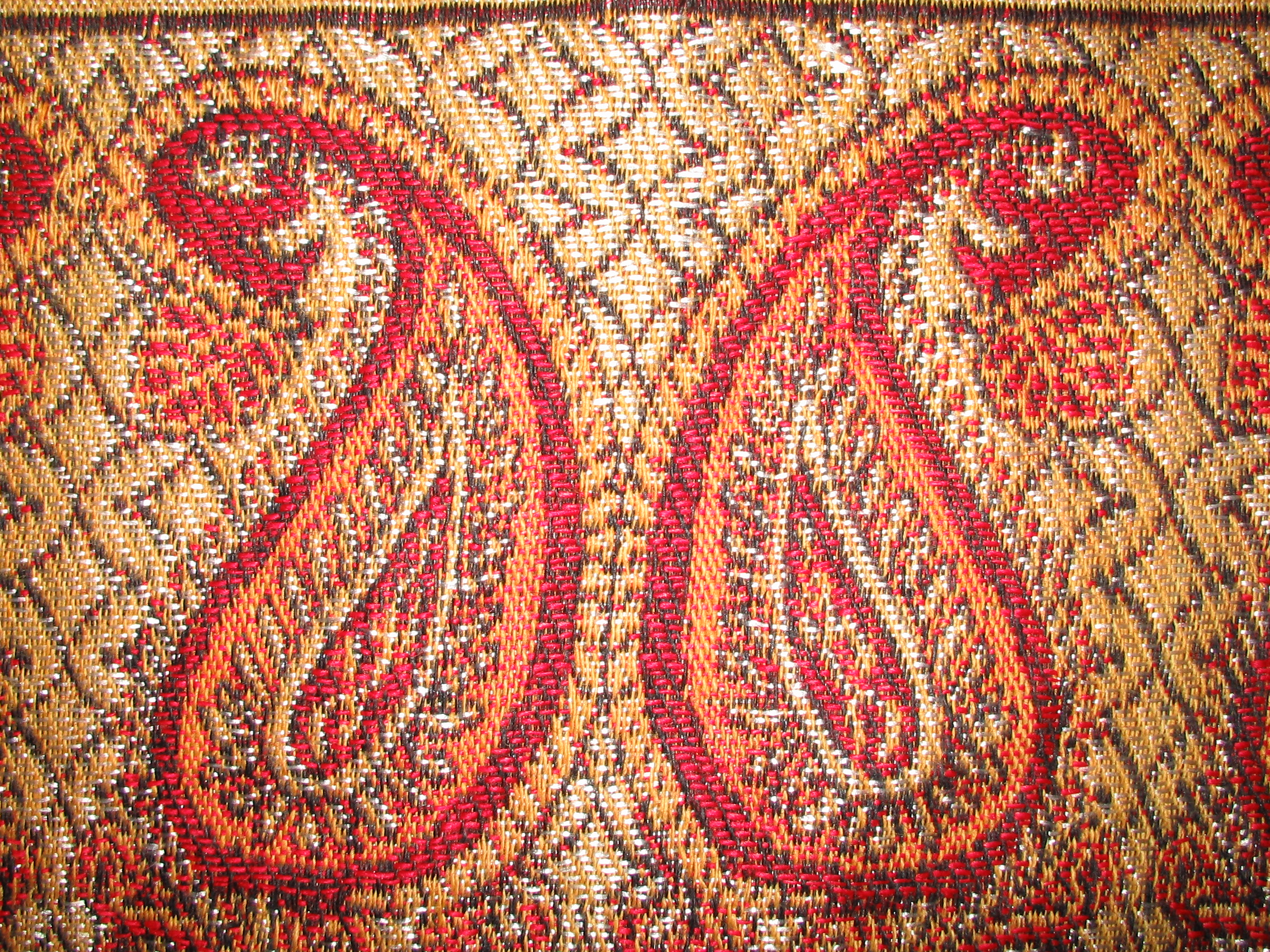
Boteh-Muster

Das Boteh-Muster (persisch بته و فرش), auch Mir-e-butha oder Mir-i-bota, gehört neben dem Herati-Muster zu den gebräuchlichsten Mustern auf Perserteppichen und Orientteppichen. Es handelt sich um ein Teppichornament iranischer Herkunft und Bedeutung, das eine florale Grundform aufweist, die in Teppichen aller Hauptgruppen vorkommt und in vielerlei Variationen angewendet wird. Insbesondere findet es sich bei kaukasischen und persischen Teppichen. Im Persischen bedeutet das Wort so viel wie „Laubbüschel“ oder „Strauch“, daneben gibt es noch weitere Deutungen.

## Beschreibung
Beim Boteh-Muster handelt es sich um ein geschwungenes Mandelmotiv, das aufrecht steht und ein Reihenmotiv bildet. Naturalistisch oder abstrakt dargestellt, ist es sofort an der umgebogenen Spitze zu erkennen. Vielfach wurde die Form als Flamme (verbunden mit dem Feuerkult der Parsen, Anhänger der Lehre Zarathustras) oder als abgebogenes Palmblatt- beziehungsweise -wipfelmotiv interpretiert, weiterhin als Blume, Knospe, Auge (Schutzzeichen gegen den bösen Blick) oder allgemeines Fruchtbarkeitssymbol – ein florales Ornament, in fast allen Teppichprovenienzen beheimatet – mehr oder weniger stilisiert. Seine Abstammung hat das Muster jedoch wahrscheinlich von der Zypresse, die in vielen Gebieten der Kunst Persiens eine wichtige Rolle spielt.
Das Boteh-Muster besteht aus einer arabesken, stilisiert-geometrischen Form des Motivs. Ebenso gibt es archaisch strenge Formen. Wegen der gleichmäßig über das gesamte Teppichfeld verteilten kleinen Muster wird es gelegentlich als „Flohmuster“ bezeichnet; in Europa entstand daraus das nierenförmige Motiv im Paisleymuster.